# Roman van Gerard van Nevers

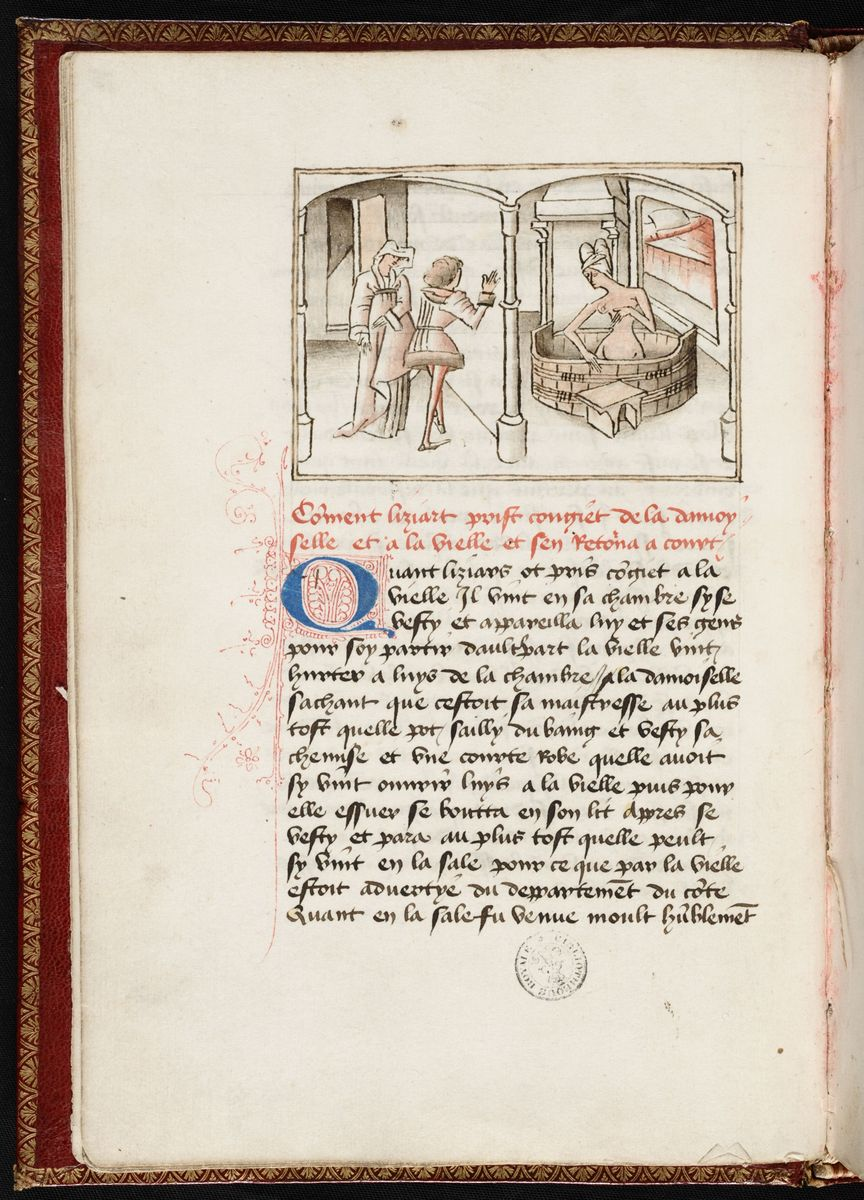
Pagina 32 van het handschrift in België

De Roman van Gerard van Nevers (Frans: le livre de gerart conte de nevers) is een verlucht handschrift uit de vijftiende eeuw dat het liefdesverhaal vertelt van de ridder Gerard van Nevers met Euryant. Het bevat alle typische elementen van een hoofse roman: draken, reuzen, banketten en hoofse liefde. De toon is soms cynisch en het werk spot met de traditionele ridderliteratuur.

## Geschiedenis en invloed
Er zijn twee handschriften overgeleverd uit de collectie van hertog Filips de Goede. Het ene handschrift wordt bewaard in de Koninklijke Bibliotheek van België als Ms. 9631. Het is een van de topstukken van deze instelling. Het tweede exemplaar wordt bewaard in de Bibliothèque nationale de France fr. 24378. Er zijn ook nog twee Parijse edities gekend uit de zestiende eeuw (Hémon Le Fèvre, 1520; Philippe Le Noir, 1526).

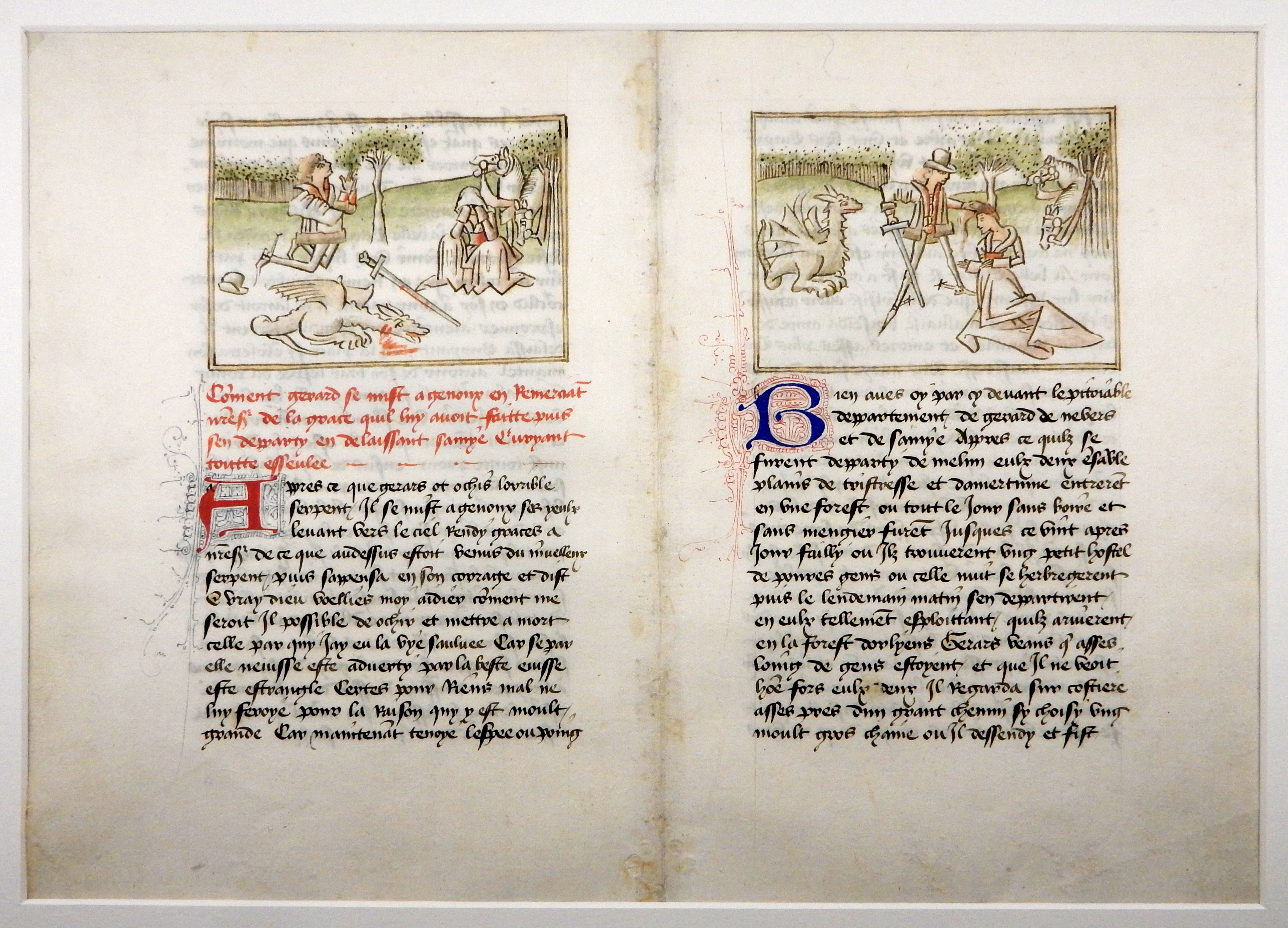
Uittreksel uit het Roman van Gerard van Nevers geschreven of gesponsord door Jean de Wavrin (vroege vijftiende eeuw). In renovatie op het moment van opname, worden de pagina's tijdelijk los van hun boekbinding en daarom niet in de normale volgorde. - Koninklijke Bibliotheek van België

Het verhaal kende een groot succes in de 18de eeuw met adaptaties van Graaf de Tressan (1780) en Marquis de Paulmy (1780). Het kende andere bewerkingen in populaire boekreeksen en zelfs in de opera en de muziekwereld (Carl Maria von Weber - Euryanthe, Michele Carafa de Colobrano - La Violette ou Gérard de Nevers).

## Verhaal

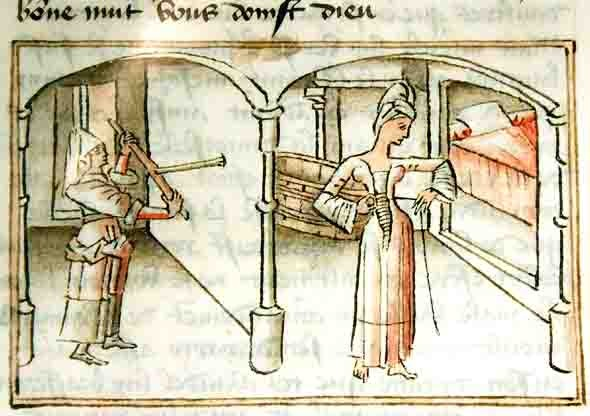
Terwijl Euryant zich ontkleedt boort haar dienstbode Gondrée een gat in de muur

Het verhaal is gebaseerd op het 13de-eeuwse Roman de la Violette van Gerbert de Montreuil (1227-1229). Enkel rangen en namen van enkele personages werden gewijzigd om het voor de eigentijdse lezer toegankelijk te maken.
Gerard en Euryant waren verliefd op elkaar. Gerard pronkte publiekelijk met haar liefde voor hem en hij was bereid om elke uitdaging aan te gaan om die liefde te bewijzen. Liziart, graaf van Forest, ergerde zich aan zoveel fierheid en hij daagde Gerard uit. Indien hij kon bewijzen dat Euryant ontrouw was geweest, dan moest Gerard zijn graafschap aan Liziart afstaan. Gerard ging de uitdaging aan. Liziart trok hierop naar Nevers en probeerde Euryant te verleiden, maar Euryant bleef Gerard trouw. Via een list kon hij Euryant naakt zien. Hij zag op haar borst een geboorteplek in de vorm van een viooltje.
Terug aan het hof beweerde hij met dit pikant detail dat hij en Euryant de liefde hadden bedreven. Hierdoor verloor Gerard zijn graafschap en Euryant. Na heel wat avonturen kende het verhaal een happy end en traden Gerard en Euryant alsnog in het huwelijk.

## Miniaturen
Het werk is rijkelijk geïllustreerd door de Meester van Wavrin. Het handschrift bevat meer dan vijftig illustraties die met inkt en aquarel zijn vervaardigd. De miniaturen zijn uniek en voor die tijd heel erg modern.
De roman bood de miniaturist de gelegenheid om twee naakte personages te schilderen.